# Grand Prix Formule 1 van Emilia-Romagna 2021
De Grand Prix Formule 1 van Emilia-Romagna 2021 werd gereden op 18 april op het Autodromo Enzo e Dino Ferrari bij Imola. Het was de tweede race van het seizoen.

## Vrije trainingen

### Uitslagen
- Enkel de top vijf wordt weergegeven.

| Vrije training 1 | Pos. | Nr. | Coureur          | Constructeur     | Tijd     |
| ---------------- | ---- | --- | ---------------- | ---------------- | -------- |
| Vrije training 1 | 1    | 77  | Valtteri Bottas  | Mercedes         | 1:16.564 |
| Vrije training 1 | 2    | 44  | Lewis Hamilton   | Mercedes         | 1:16.605 |
| Vrije training 1 | 3    | 33  | Max Verstappen   | Red Bull-Honda   | 1:16.622 |
| Vrije training 1 | 4    | 16  | Charles Leclerc  | Ferrari          | 1:16.796 |
| Vrije training 1 | 5    | 10  | Pierre Gasly     | AlphaTauri-Honda | 1:16.888 |
| Vrije training 2 | Pos. | Nr. | Coureur          | Constructeur     | Tijd     |
| Vrije training 2 | 1    | 77  | Valtteri Bottas  | Mercedes         | 1:15.551 |
| Vrije training 2 | 2    | 44  | Lewis Hamilton   | Mercedes         | 1:15.561 |
| Vrije training 2 | 3    | 10  | Pierre Gasly     | AlphaTauri-Honda | 1:15.629 |
| Vrije training 2 | 4    | 55  | Carlos Sainz jr. | Ferrari          | 1:15.834 |
| Vrije training 2 | 5    | 16  | Charles Leclerc  | Ferrari          | 1:16.371 |
| Vrije training 3 | Pos. | Nr. | Coureur          | Constructeur     | Tijd     |
| Vrije training 3 | 1    | 33  | Max Verstappen   | Red Bull-Honda   | 1:14.958 |
| Vrije training 3 | 2    | 4   | Lando Norris     | McLaren-Mercedes | 1:15.414 |
| Vrije training 3 | 3    | 44  | Lewis Hamilton   | Mercedes         | 1:15.515 |
| Vrije training 3 | 4    | 11  | Sergio Pérez     | Red Bull-Honda   | 1:15.551 |
| Vrije training 3 | 5    | 16  | Charles Leclerc  | Ferrari          | 1:15.738 |

## Kwalificatie
Lewis Hamilton behaalde de negenennegentigste pole position in zijn carrière.
| Pos.                   | Nr. | Coureur            | Constructeur          | Kwalificatietijden | Kwalificatietijden | Kwalificatietijden | Grid |
| Pos.                   | Nr. | Coureur            | Constructeur          | Q1                 | Q2                 | Q3                 | Grid |
| ---------------------- | --- | ------------------ | --------------------- | ------------------ | ------------------ | ------------------ | ---- |
| 1                      | 44  | Lewis Hamilton     | Mercedes              | 1:14.955           | 1:14.817           | 1:14.411           | 1    |
| 2                      | 11  | Sergio Pérez       | Red Bull-Honda        | 1:15.395           | 1:14.716           | 1:14.446           | 2    |
| 3                      | 33  | Max Verstappen     | Red Bull-Honda        | 1:15.109           | 1:14.884           | 1:14.498           | 3    |
| 4                      | 16  | Charles Leclerc    | Ferrari               | 1:15.413           | 1:14.808           | 1:14.740           | 4    |
| 5                      | 10  | Pierre Gasly       | AlphaTauri-Honda      | 1:15.548           | 1:14.927           | 1:14.790           | 5    |
| 6                      | 3   | Daniel Ricciardo   | McLaren-Mercedes      | 1:15.669           | 1:15.033           | 1:14.826           | 6    |
| 7                      | 4   | Lando Norris       | McLaren-Mercedes      | 1:15.009           | 1:14.718           | 1:14.875           | 7    |
| 8                      | 77  | Valtteri Bottas    | Mercedes              | 1:14.672           | 1:14.905           | 1:14.898           | 8    |
| 9                      | 31  | Esteban Ocon       | Alpine-Renault        | 1:15.385           | 1:15.117           | 1:15.210           | 9    |
| 10                     | 18  | Lance Stroll       | Aston Martin-Mercedes | 1:15.522           | 1:15.138           | Geen tijd          | 10   |
| 11                     | 55  | Carlos Sainz jr.   | Ferrari               | 1:15.406           | 1:15.199           |                    | 11   |
| 12                     | 63  | George Russell     | Williams-Mercedes     | 1:15.826           | 1:15.261           |                    | 12   |
| 13                     | 5   | Sebastian Vettel   | Aston Martin-Mercedes | 1:15.917           | 1:15.394           |                    | 13   |
| 14                     | 6   | Nicholas Latifi    | Williams-Mercedes     | 1:15.653           | 1:15.593 *1        |                    | 14   |
| 15                     | 14  | Fernando Alonso    | Alpine-Renault        | 1:15.832           | 1:15.593 *1        |                    | 15   |
| 16                     | 7   | Kimi Räikkönen     | Alfa Romeo-Ferrari    | 1:15.974           |                    |                    | 16   |
| 17                     | 99  | Antonio Giovinazzi | Alfa Romeo-Ferrari    | 1:16.122           |                    |                    | 17   |
| 18                     | 47  | Mick Schumacher    | Haas-Ferrari          | 1:16.279           |                    |                    | 18   |
| 19                     | 9   | Nikita Mazepin     | Haas-Ferrari          | 1:16.797           |                    |                    | 19   |
| Q1 107% tijd: 1:19.899 |     |                    |                       |                    |                    |                    |      |
| DNQ                    | 22  | Yuki Tsunoda       | AlphaTauri-Honda      | Geen tijd *2       |                    |                    | 20   |

*1 Nicholas Latifi en Fernando Alonso reden dezelfde tijd tijdens Q2. Latifi start voor Alonso omdat hij de tijd eerder neerzette.

*2 Yuki Tsunoda zette geen tijd neer tijdens Q1 door een ongeluk, maar mocht de volgende dag toch aan de race deelnemen. Tevens ontving hij een vijf-plaatsen gridstraf voor het wisselen van de versnellingsbak.

## Wedstrijd
Max Verstappen behaalde de elfde Grand Prix-overwinning in zijn carrière.
| Pos.               | Nr. | Coureur            | Constructeur          | Rondes | Tijd / Oorzaak uitval | Grid   | Punten |
| ------------------ | --- | ------------------ | --------------------- | ------ | --------------------- | ------ | ------ |
| 1                  | 33  | Max Verstappen     | Red Bull-Honda        | 63     | 2:02:34.598           | 3      | 25     |
| 2                  | 44  | Lewis Hamilton     | Mercedes              | 63     | +22.000               | 1      | 19S    |
| 3                  | 4   | Lando Norris       | McLaren-Mercedes      | 63     | +23.702               | 7      | 15     |
| 4                  | 16  | Charles Leclerc    | Ferrari               | 63     | +25.579               | 4      | 12     |
| 5                  | 55  | Carlos Sainz jr.   | Ferrari               | 63     | +27.036               | 11     | 10     |
| 6                  | 3   | Daniel Ricciardo   | McLaren-Mercedes      | 63     | +51.220               | 6      | 8      |
| 7                  | 10  | Pierre Gasly       | AlphaTauri-Honda      | 63     | +52.818               | 5      | 6      |
| 8                  | 18  | Lance Stroll       | Aston Martin-Mercedes | 63     | +56.909 *2            | 10     | 4      |
| 9                  | 31  | Esteban Ocon       | Alpine-Renault        | 63     | +1:05.704             | 9      | 2      |
| 10                 | 14  | Fernando Alonso    | Alpine-Renault        | 63     | +1:06.561             | 15     | 1      |
| 11                 | 11  | Sergio Pérez       | Red Bull-Honda        | 63     | +1:07.151             | 2      |        |
| 12                 | 22  | Yuki Tsunoda       | AlphaTauri-Honda      | 63     | +1:13.184             | 20     |        |
| 13                 | 7   | Kimi Räikkönen     | Alfa Romeo-Ferrari    | 63     | +1:34.773 *3          | 16     |        |
| 14                 | 99  | Antonio Giovinazzi | Alfa Romeo-Ferrari    | 62     | +1 ronde              | 17     |        |
| 15 †               | 5   | Sebastian Vettel   | Aston Martin-Mercedes | 61     | Versnellingsbak       | Pit *1 |        |
| 16                 | 47  | Mick Schumacher    | Haas-Ferrari          | 61     | +2 rondes             | 18     |        |
| 17                 | 9   | Nikita Mazepin     | Haas-Ferrari          | 61     | +2 rondes             | 19     |        |
| DNF                | 77  | Valtteri Bottas    | Mercedes              | 30     | Botsing               | 8      |        |
| DNF                | 63  | George Russell     | Williams-Mercedes     | 30     | Botsing               | 12     |        |
| DNF                | 6   | Nicholas Latifi    | Williams-Mercedes     | 0      | Ongeluk               | 14     |        |
| Bron: formula1.com |     |                    |                       |        |                       |        |        |

S Lewis Hamilton behaalde een extra punt voor het rijden van de snelste ronde.

*1 Sebastian Vettel kwalificeerde zich als dertiende maar startte vanuit de pitstraat omdat zijn remmen overhit waren.

*2 Lance Stroll ontving een tijdstraf van vijf seconden voor van de baan gaan en voordeel behalen.

*3 Kimi Räikkönen finishte de race als negende maar ontving later een tijdstraf van dertig seconden.

† Sebastian Vettel haalde de finish niet door een technisch probleem met de versnellingsbak maar werd wel geklasseerd aangezien hij meer dan 90% van de raceafstand had afgelegd.

## Tussenstanden wereldkampioenschap
Betreft tussenstanden voor het wereldkampioenschap na afloop van de race.

### Coureurs
| Pos. | Nr. | Coureur          | Constructeur          | Punten |
| ---- | --- | ---------------- | --------------------- | ------ |
| 1    | 44  | Lewis Hamilton   | Mercedes              | 44     |
| 2    | 33  | Max Verstappen   | Red Bull-Honda        | 43     |
| 3    | 4   | Lando Norris     | McLaren-Mercedes      | 27     |
| 4    | 16  | Charles Leclerc  | Ferrari               | 20     |
| 5    | 77  | Valtteri Bottas  | Mercedes              | 16     |
| 6    | 55  | Carlos Sainz jr. | Ferrari               | 14     |
| 7    | 3   | Daniel Ricciardo | McLaren-Mercedes      | 14     |
| 8    | 11  | Sergio Pérez     | Red Bull-Honda        | 10     |
| 9    | 22  | Pierre Gasly     | AlphaTauri-Honda      | 6      |
| 10   | 18  | Lance Stroll     | Aston Martin-Mercedes | 5      |

### Constructeurs
| Pos. | Constructeur          | Punten |
| ---- | --------------------- | ------ |
| 1    | Mercedes              | 60     |
| 2    | Red Bull-Honda        | 53     |
| 3    | McLaren-Mercedes      | 41     |
| 4    | Ferrari               | 34     |
| 5    | AlphaTauri-Honda      | 8      |
| 6    | Aston Martin-Mercedes | 5      |
| 7    | Alpine-Renault        | 3      |
| 8    | Alfa Romeo-Ferrari    | 0      |
| 9    | Williams-Mercedes     | 0      |
| 10   | Haas-Ferrari          | 0      |